# Alfred Schirokauer
Alfred Schirokauer (Breslau, 13 juli 1880 - Wenen, 27 oktober 1934) was een Duits romancier en dichter, scenarioschrijver en filmregisseur.

## Biografie
Hij ging naar school in Londen, waar hij begon als amateur-toneelregisseur. In Hamburg behaalde hij zijn Abitur. Daarna studeerde hij rechten in Wenen en Berlijn. Als doctor in de rechten was hij zeven jaar lang werkzaam als advocaat. Intussen begon hij ook te schrijven; in 1904 verscheen zijn eerste roman, Ilse Isensee.
Hij schreef meer dan twintig romans, waarvan enkele verfilmd werden; daaronder Unmögliche Liebe (1932), met Asta Nielsen in de hoofdrol. Hij schreef gedramatiseerde biografieën van Ferdinand Lassalle, Lord Byron, Napoleon en Lucrezia Borgia, historische romans en misdaadromans. Een aantal romans van hem verscheen in feuilletonvorm in Nederlandse kranten: Bonte Sluiers (Die Bunten Schleier), Buslijn twee (Autobus Nr. 2), Don Juan op de vlucht (Don Juan auf der Flucht), Achter de wereld (Hinter der Welt).
Vanaf 1912 schreef hij ook filmscenario's. In de jaren 1920 was hij een van de meest productieve Duitse scenarioschrijvers. Hij werkte soms samen met Reinhold Schünzel. Hij regisseerde ook enkele films zelf: Die Faust des Schicksals (1921), Mutter und Sohn (1924) en Der Himmel auf Erden (1927, met Reinhold Schünzel).
Schirokauer was van Joodse afkomst. Na de machtsgreep van de nazi's op 30 januari 1933 verliet hij Duitsland en ging naar Amsterdam. Hij werkte er mee aan het scenario van De Jantjes, een van de eerste Nederlandse "sprekende films". Hij schreef ook mee aan het scenario van de Nederlandse film De familie van mijn vrouw.  In 1934 ging hij naar Wenen, waar hij enkele maanden later overleed.